# Diocesi di Presidio
La diocesi di Presidio (in latino Dioecesis Praesidiensis) è una sede soppressa e sede titolare della Chiesa cattolica.

## Storia
Presidio, identificabile con Henchir-Somâa nell'odierna Tunisia, è un'antica sede episcopale della provincia romana di Bizacena.
Sono due i vescovi attribuiti a questa diocesi. Alla conferenza di Cartagine del 411, che vide riuniti assieme i vescovi cattolici e donatisti dell'Africa romana, prese parte il donatista Leonzio, senza competitore cattolico. Il nome di Fausto figura al 76º posto nella lista dei vescovi della Bizacena convocati a Cartagine dal re vandalo Unerico nel 484; Fausto, come tutti gli altri vescovi cattolici africani, fu condannato all'esilio. Secondo la vita di Fulgenzio di Ruspe, Fausto fu esiliato non lontano dalla sua città episcopale, dove fondò un monastero, che in seguito fu costretto ad abbandonare a causa della persecuzione, tra il 484 e il 496. Dopo questi fatti, in un'epoca imprecisata, Fausto ordinò sacerdote san Fulgenzio.
Dal 1933 Presidio è annoverata tra le sedi vescovili titolari della Chiesa cattolica; dal 3 aprile 2001 il vescovo titolare è Roger William Gries, già vescovo ausiliare di Cleveland.

## Cronotassi

### Vescovi residenti
- Leonzio † (menzionato nel 411) (vescovo donatista)

- Fausto † (prima del 484 - dopo il 500 circa)

### Vescovi titolari
- Giuseppe Carata † (17 maggio 1965 - 8 aprile 1967 nominato vescovo titolare di Canne)
- Władysław Miziołek † (19 febbraio 1969 - 12 maggio 2000 deceduto)
- Roger William Gries, O.S.B., dal 3 aprile 2001